# Sacastene
Sacastene (en grec antic Σκαστηνή) era un districte de l'interior de Drangiana que va ser ocupat pels saces (Sacae) o escites que van baixar de Panjab i s'hi van establir, segons diu Isidor de Carax.
Isidor anomena Paraetacene a tot el districte. El país es va crear a l'època del rei Sapor I (240-270). Fins aquell moment el territori estava inclòs al Regne Indo-Part, on el seu rei, Artaxerxes Xahanxà, s'havia sotmès als sassànides en temps d'Artaxerxes I, el pare de Sapor. La capital es va establir a Zarang. Sacastene va originar el nom modern de Sistan. Les principals ciutats d'aquell districte eren Baida, Min, Palacenti, i Sigal.

## Reis dels saces[2]
- Artaxerxes Xahanxà, rei de Sacastene al segle iii.

## Governadors[2]
- Narses de Pèrsia, «príncep» de Sacastene (240–271)
- Bahram II (271-274)
- Ormuz Kuixanxa (274–283)
- Bahram III, virrei de Sacastene a la dècada dels 280, (283–293)
- Sapor Sacanxa, governador sassànida de Sacastene al segle IV sota Sapor II
- Ormazd III
- Aristòcrata sense nom de la dinastia karínida (459/460-???)
- Sukhra (???-484)
- Bakhtiyar de Sacastene (sota Còsroes II)
- Rostam de Sacastene (principis del segle VII)
- Aparviz de Sacastene (???–650/6511).